# Lyubomyr Polatayko
Lyubomyr Polatayko (nascido em 21 de novembro de 1979) é um ciclista profissional olímpico ucraniano. Polatayko representou sua nação nos Jogos Olímpicos de Verão de 2008 na prova perseguição por equipes, em Pequim.